# Phrynium pedunculiferum
Phrynium pedunculiferum là một loài thực vật có hoa trong họ Marantaceae. Loài này được D.Fang mô tả khoa học lần đầu tiên năm 2002.